# Herz-Jesu-Kirche (Saarbrücken)

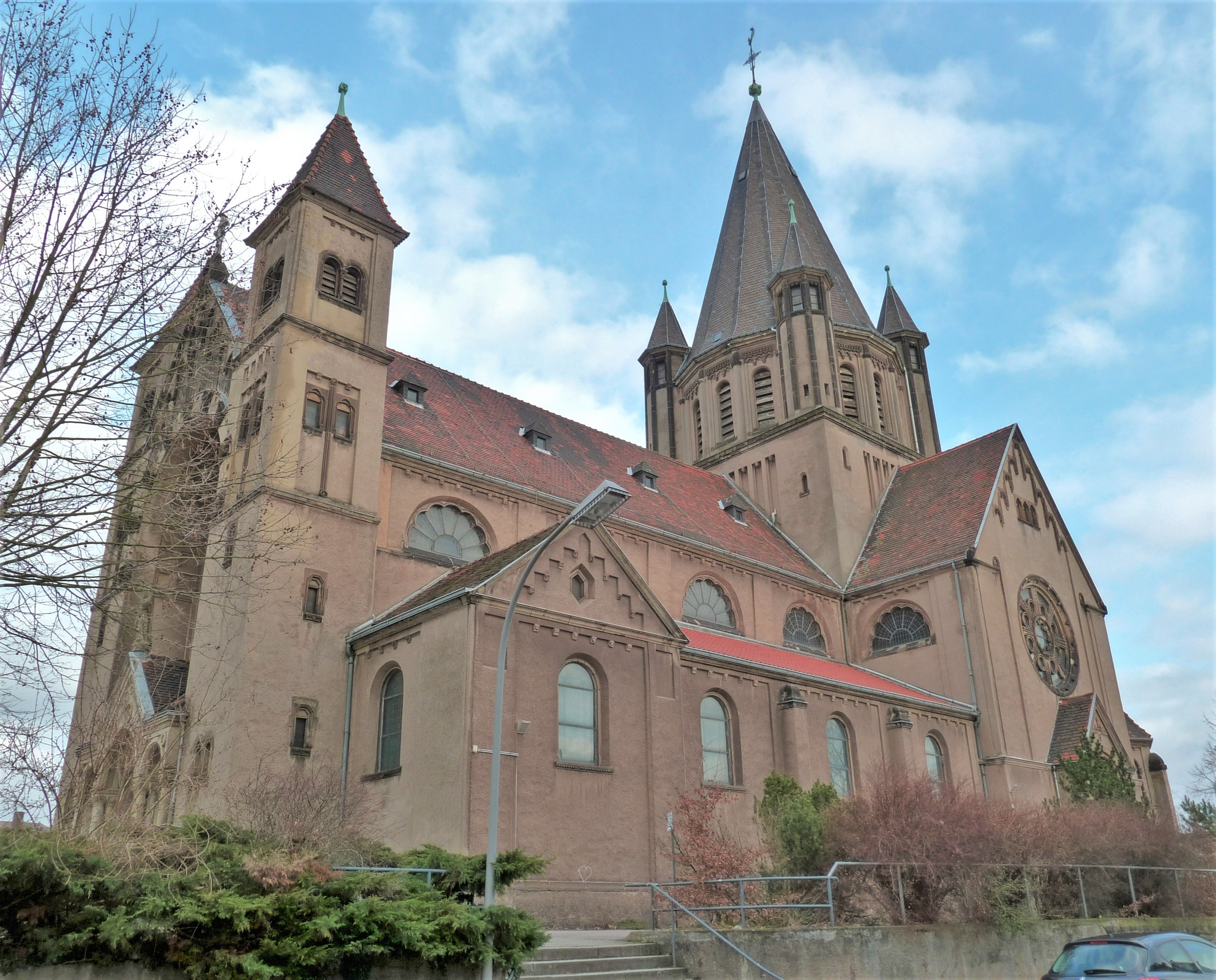
Herz-Jesu-Kirche in Saarbrücken

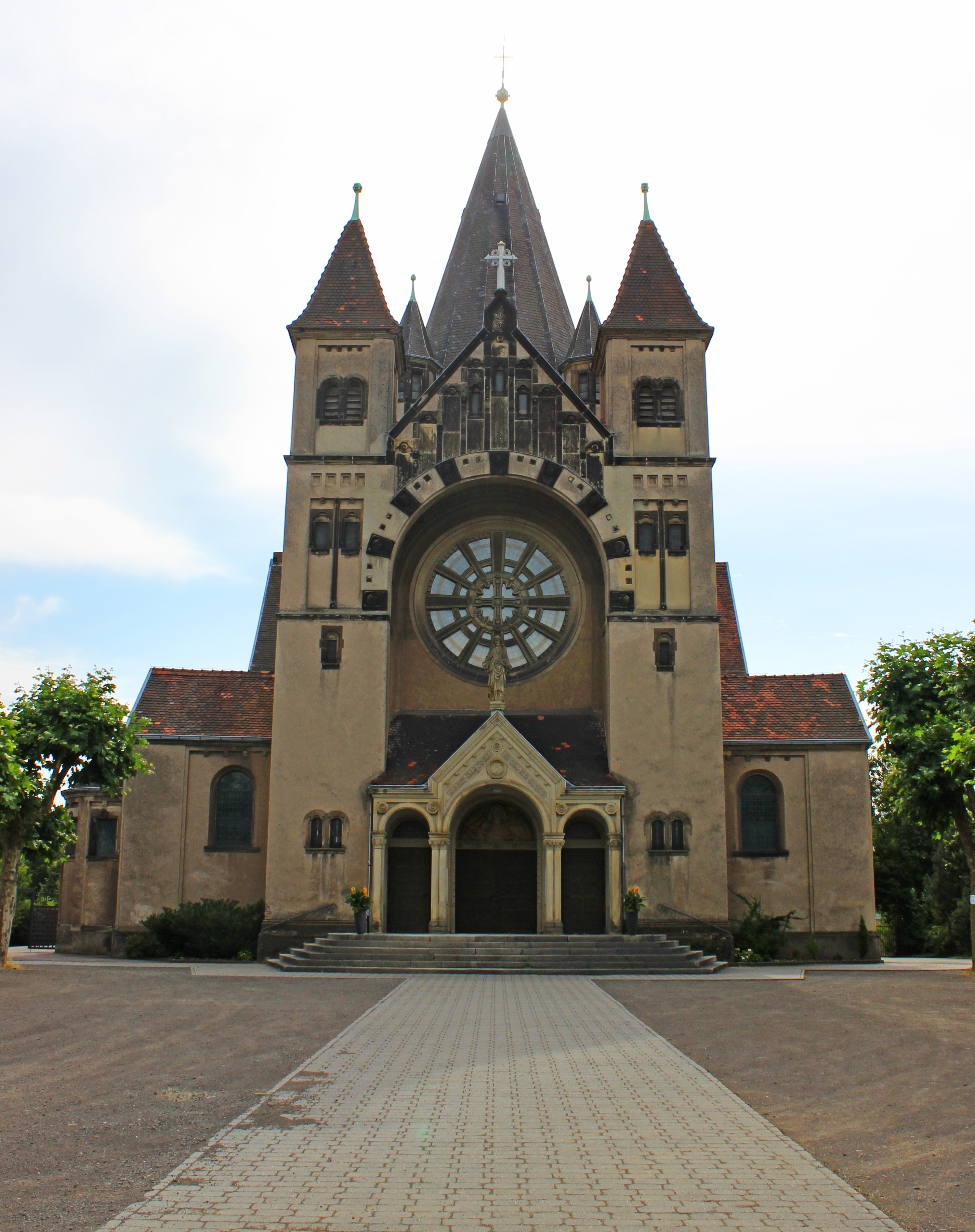
Weitere Ansicht der Kirche

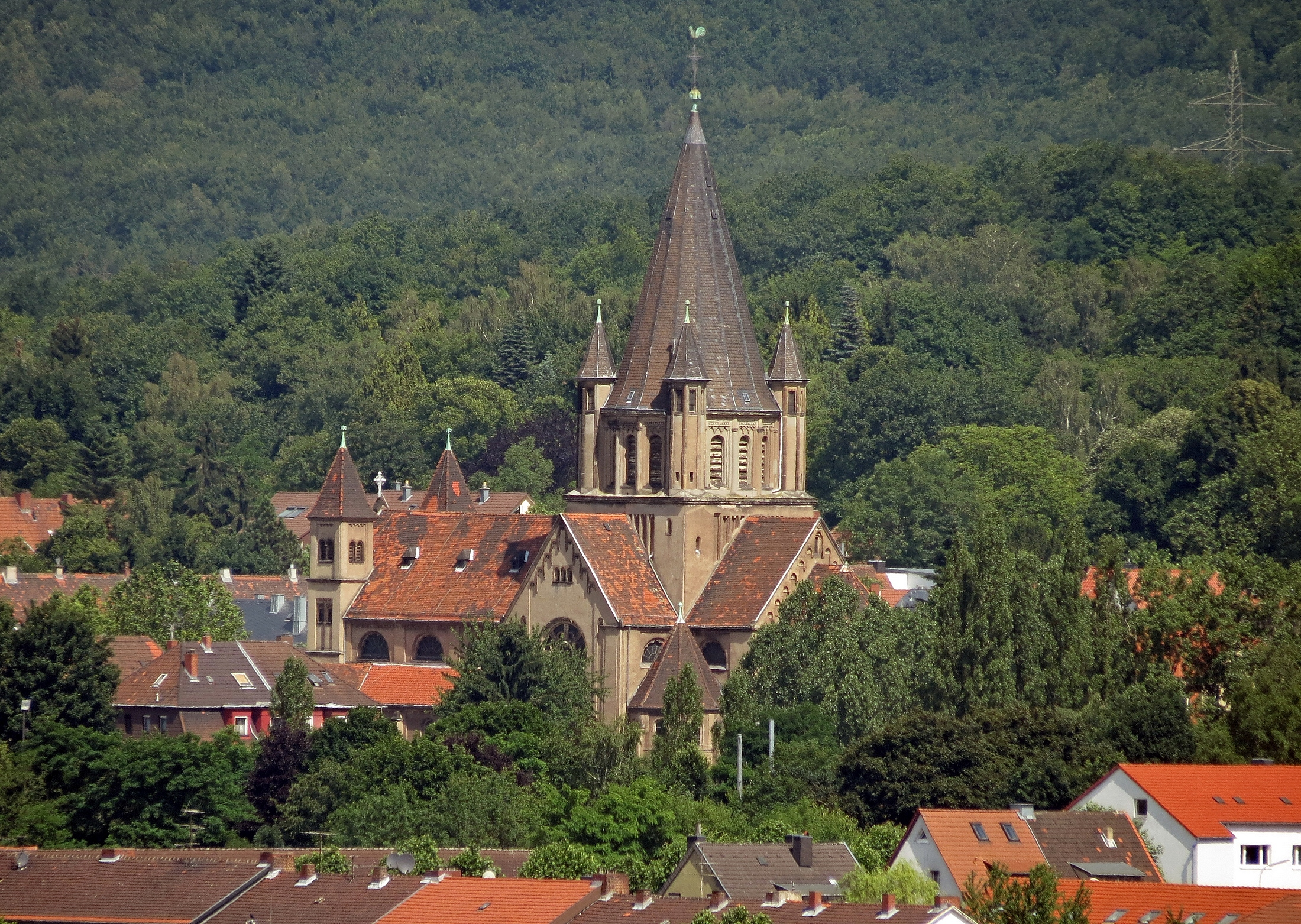
Blick vom Ordensgut auf die Herz-Jesu-Kirche

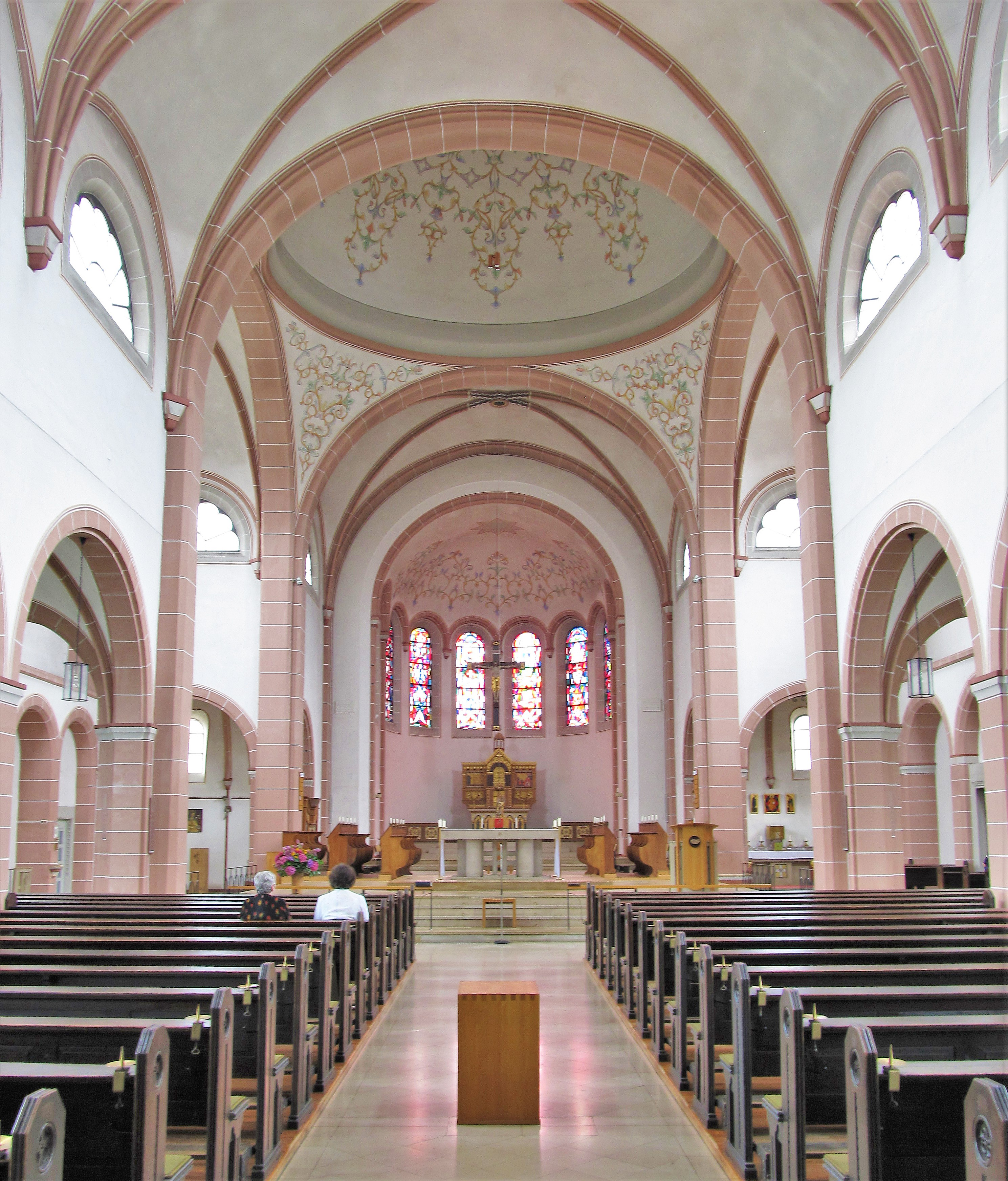
Blick ins Innere der Kirche

Die katholische Herz-Jesu-Kirche (ⓘ) in Saarbrücken wurde von den Architekten Ludwig Becker und Anton Falkowski entworfen und 1914 eingeweiht. Die neoromanische Kirche ist dem heiligsten Herzen Jesu als Patrozinium geweiht. Das Patroziniumsfest ist das Hochfest des Heiligsten Herzens Jesu am dritten Freitag nach Pfingsten. Das in der Denkmalliste des Saarlandes als Einzeldenkmal aufgeführte Gotteshaus steht in der Odilienbergstraße 1, im Saarbrücker Stadtteil Burbach. Die Herz-Jesu-Kirche ist nach der Burbacher St.-Eligius-Kirche und der Malstatter St.-Josefs-Kirche historisch die dritte katholische Kirche der von 1874/75 bis 1909 selbständigen Stadtgemeinde Malstatt-Burbach. Die Kirche ist dem Bistum Trier zugeordnet.

## Geschichte
Burbach entwickelte sich durch die Industrialisierung besonders um die Wende vom 19. zum 20. Jahrhundert durch die ansässige Stahl- und Montanindustrie rasch. Für die zahlenmäßig stark angewachsene Gruppe der katholischen Einwohner wurde bereits in den Jahren 1869 bis 1873 in der Burbacher Bergstraße die neogotische St.-Eligius-Kirche errichtet. Infolge des Kulturkampfes blieb diese Pfarrei bis zum Jahr 1884 unbesetzt und wurde von St. Johann aus betreut.
Nachdem die Zahl der Katholiken im Jahr 1905 rapide auf 25.424 Katholiken angestiegen war, und die St.-Eligius-Kirche die angewachsene Zahl der katholischen Einwohnerschaft Burbachs nicht mehr fassen konnte, regte der Burbacher Pfarrer Heinrich Assenmacher daher den Neubau einer weiteren katholischen Kirche an.
Am 5. Oktober 1910 stellte die Burbacher Hütte den Baugrund für eine neue katholische Kirche zur Verfügung und spendete im Jahr 1911 zudem 50.000 Mark:S. 10. für den Bau der Herz-Jesu-Kirche. Der Bau begann unter der örtlichen Bauleitung des Architekten Karl Kremer (Saarbrücken) am 10. November 1912. Die Grundsteinlegung für die mit 200.000 Mark veranschlagte Kirche erfolgte ein halbes Jahr später, am 1. Mai 1913. Bereits am 5. Juni 1914 wurde von Dechant Echelmeyer der erste Gottesdienst gehalten. Am 8. Juni 1916 wurde die Kirche durch den Trierer Bischof Michael Felix Korum eingeweiht und von Pfarrer Philipp Maß seelsorgerisch übernommen.
Bis zur Beurkundung am 18. November 1921 wurde die Kirche Herz-Jesu als Filialkirche der Pfarrei St. Eligius geführt; die Pfarrei Herz-Jesu wurde erst 1922 offiziell errichtet. Die Baukosten für das Kirchengebäude beliefen sich auf rund 180.000 Mark. Hinter der linken Chorseite der Kirche entstand das am 15. Dezember 1926 eingeweihte Pfarrhaus.
Die Kirche wurde während des Zweiten Weltkrieges im Jahr 1944 durch Bomben so stark beschädigt, dass sie bis zum Wiederaufbau im Jahr 1950 nicht mehr von der Gemeinde genutzt werden konnte. Als Notkirche dienten zunächst die St.-Anna-Kapelle des nahegelegenen Burbacher Hüttenkrankenhauses, dann zwei Holzbaracken, die auf dem Kirchvorplatz in der Hubert-Müller-Straße errichtet worden waren. In der Nachkriegszeit wurde die Kirche unter der Leitung des Architekten Fritz Thoma (Trier) wieder aufgebaut und umgestaltet. Von 1949 an übernahm Josef Paulus die Aufgabe des Seelsorgers. Unter seiner Federführung wurden die Aufbauarbeiten am 30. Juni 1950 beendet. Im Jahr 1958 wurde der Hochaltar durch einen Sakramentsaltar ersetzt.
Die Nachfolge trat Pfarrer Alois Bettscheider an, der bis Juni 1967 in der Pfarrei tätig war. Während seiner Amtszeit wurde hinter der rechten Chorseite der Kirche ein Kindergarten erbaut und im Jahr 1963 eingeweiht; das dazugehörige Pfarrheim wurde im Jahr 1965 eingeweiht. Die nur zehn Monate währende Nachfolge trat Pfarrer Rudolf Schneiders an, der jedoch am 23. Januar 1969 im Amt starb.:S. 14.
In der Folge übernahm Pfarrer Vinzenz Kiefer die Pfarrei. Er führte in seiner Amtszeit zwischen 1985 und 1988 ausgedehnte Modernisierungs- und Renovierungsmaßnahmen durch. Im Zuge dieser Maßnahmen wurde ein Sakramentsaltar aufgestellt, die Marienkapelle wurde umgestaltet und die Orgel in den beiden Querschiffen abgebaut. Eine neue Orgel, aus Teilen der alten bestehend, wurde 1992 von der Firma Mayer auf der Empore errichtet. Zudem wurden die Gewölbezwickel und die Apsis ornamental ausgemalt.
Seit dem ersten Adventssonntag 2003 hat das Bistum Trier die Kirche für ein geistliches Projekt in der Stadt und im Dekanat Saarbrücken übernommen. Die Aktivitäten wurden unter dem Namen „Kloster am Rande der Stadt“ von Pfarrer Johannes Kreier betreut. Die Phase „ad experimentum“ endete mit der Errichtung des „Klosters am Rande der Stadt“ am 23. Oktober 2005 durch den Trierer Diözesanbischof Reinhard Marx. Mit diesem Datum wurde Johannes Kreier auch das Rektorat für die neu eingerichtete Klosterkirche übertragen. Den Schwestern der Hl. Klara stellte das Bistum Trier das Pfarrhaus zur Verfügung. Seit der Errichtung der Niederlassung durch Bischof Reinhard Marx hieß es „Haus St. Klara“. Nach 14 Jahren wurde das „Kloster am Rande der Stadt“ von den Schwestern der Hl. Klara im März 2019 wieder geschlossen.
Die ehemalige Pfarrei wurde im Jahr 2004 der einstigen Mutterpfarrei St. Eligius wieder eingegliedert. Seit der Rückgliederung in die Pfarrei St. Eligius finden in Herz-Jesu an Werktagen morgens die Laudes und Eucharistiefeiern, an einem Tag auch in Latein, statt.

## Architektur
Nach langen Verhandlungen um einen geeigneten Bauplatz wurden die von der Mainzer Architektengemeinschaft Ludwig Becker und Anton Falkowski entworfenen Pläne im August 1912 von den staatlichen Behörden genehmigt. Die Baukosten waren mit 200.000 Mark veranschlagt worden. Vor Ort wurden die beiden entwerfenden Architekten, die im Saarland zahlreiche Kirchenbauten entwarfen, durch den Saarbrücker Architekten Karl Kremer vertreten. Baubeginn war der 10. November 1912, die Grundsteinlegung wurde am 1. Mai 1913 begangen und die feierliche Benediktion der neuen Kirche erfolgte am 5. Juli 1914.

### Äußeres
Die neoromanische Basilika ist dreischiffig. Ihre Doppelturmfassade ragt minimal über die Breite des Mittelschiffes hinaus. Ein breiter Fassadenmittelteil wird von zwei schlanken, dreigeschossigen Türmen eingefasst.
Die Portalhalle erhebt sich auf Säulen in drei Bögen. Der große Mittelbogen wird von einem Wimperg überhöht, auf dessen Spitze eine lebensgroße Herz-Jesu-Figur segnend ihre Hände erhebt. Im Wimperg erscheint eine verkürzte Zitaten-Inschrift aus dem Matthäusevangelium: „Kommt alle zu mir, ich will euch erquicken.“(Mt 11,28 ). Unterhalb der Jesus-Statue ist in einem Kreisornament das IHS-Symbol angebracht. Das Bogenfeld des Eingangsportals zeigt plastisch den geharnischten Erzengel Michael, den Patron Deutschlands, mit gezücktem Flammenschwert und Schild (Inschrift: „Wer ist wie Gott“).
Eine monumentale Rundbogennische in der Fassade birgt ein großes rundes Maßwerkfenster. Rundfenster befinden sich auch in den Fassaden der Ostquerhäuser (achtteile Speichenräder mit kleinen Steinkreisen um einen Mittelring, wobei kleine Knöpfe die Speichen und das Ringinnere dekorieren). Die Rundbogennische ist von einem Bogen aus massiven Keilsteinquadern überfangen, der sich mit den zweiten Turmgeschossen der beiden Flankentürme vereinigt. Ein gegliederter Giebel, über dem sich ein Kreuz auf einer Knickpyramide erhebt, schließt den Fassadenaufbau ab.
Dem Westjoch des Langhauses gliedern sich kleine Querschiffarme an, die in gleicher Höhe wie die drei Seitenschiffe an das Mittelschiff anschließen und mit diesen in der gleichen Flucht liegen. Das linke Westquerhaus schließt in einer Apsis, das rechte schließt gerade.
Das ausladende Ostquerschiff bildet mit dem Hauptschiff und dem Chorjoch ein lateinisches Kreuz, dem sich Westquerschiff, Seitenschiffe, Nebenchöre und Chorschluss in additiver Weise unterordnen.
Strebepfeiler mit kleinen Knickhaubenabschlüssen stehen an den Außenmauern der Seitenschiffen vor breiten Lisenen. Auch die Obergaden werden so unterteilt. Die Dachgesimse verfügen über kleine, verschieden gestaltete Konsolsteine, die sich aus kleinen Stäben, Rollen und Kreisen zusammensetzen und als Schmuckformen die Jocheinheiten rahmen. Fenster, Portalgewände, Portalbögen und Sohlbankgesimse sind von Röllchen- und Klötzchenfriesen, Kordel- und Eierstäben in vielfacher Variation gefasst. Auch die kleinen Fenstergewände sind in dieser Art in komplizierter Formzusammenstellung geschmückt. Teilweise erinnern die Schmuckformen des insgesamt neoromanischen Gebäudes schon an die kommende Art-déco-Phase. Somit ist die Herz-Jesu-Kirche in Burbach ein architektonisches Zeugnis für die Loslösung des Kirchenbaues vom Historismus.
Der große, auf Fernwirkung hin konzipierte, nahezu 60 m hohe Vierungsturm wird im Freigeschoss vom Quadrat ins Sechzehneck überführt. Er ist an vier Seiten von achteckigen Ecktürmen begleitet.

### Inneres

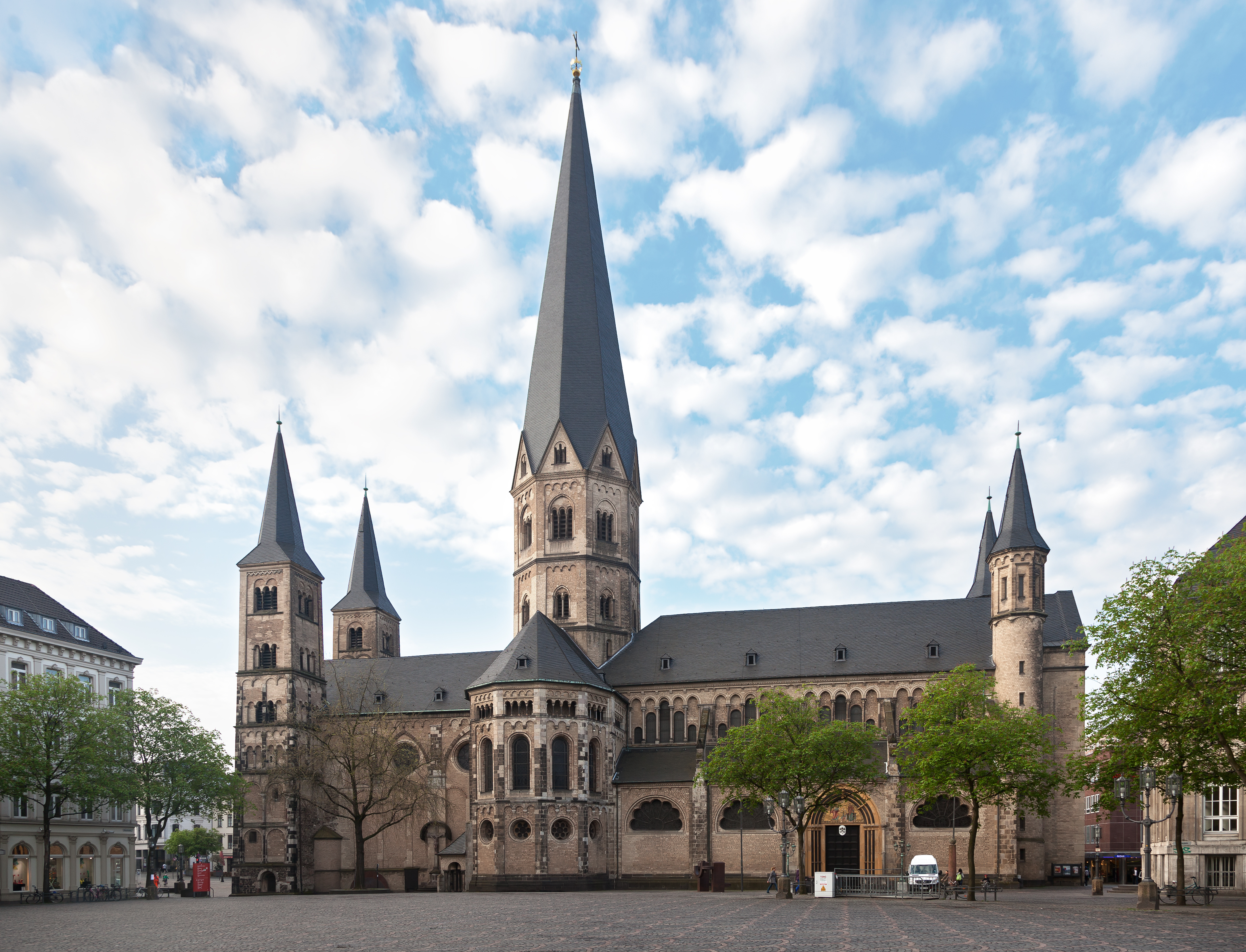
Bonner Münster mit spätromanischen Fächerfenstern

Im Langhaus teilen kreuzförmige Pfeiler mit Rundbögen die Schiffe. Die Joche sind vierteilig kreuzrippengewölbt und von Gurtbögen betont. Eine hohe Sargwand erstreckt sich zwischen Arkadenzone und der Wölbung. Die Rippen und Bögen enden im Mittelschiff, Ostquerschiff und im Chorjoch auf einfach gehaltenen Konsolsteinen unmittelbar unter der Sohlbank der neospätromanischen, fächerförmig gestalteten Obergadenfenster. Die Fächerfenster beziehen sich deutlich auf die ähnlich gestalteten Fächerfenster des Bonner Münsters oder der St.-Mauritius-Kirche in Heimersheim.
In den Seitenjochen enden die Gewölberippen und Bögen in flachen Diensten. Die Arme des Westquerschiffes dienen als Kapellen und erweitern das Westjoch.
Die Vierung der Kirche wird von einer großen Pendentifkuppel überwölbt. An den Stirnseiten der Ostquerschiffe wird die Arkadenfolge des Langhauses von vier rundbogigen Blendnischen weitergeführt.
Die Nebenchöre öffnen sich in Rundbögen zum Ostquerschiff und zum Chorraum. Die kreuzrippengewölbten Nebenchöre sind außen als vier Seiten eines Oktogons gestaltet und im Inneren zum Rund verschliffen.
Die Hauptapsis ist durch einen Bogen leicht eingezogen und durch eine rundbogige Fensterreihe mit Überfangbögen belichtet. Eine Kalotte schließt den früheren Hochaltarbereich nach oben ab.
Auf Bauzier wurde im Inneren der Burbacher Herz-Jesu-Kirche weitgehend verzichtet. Auch die Gestaltung der Wandvorlagen, Kämpfer und Konsolen ist schlicht gehalten.
Die acht Chorfenster, die die Herz-Jesu-Litanei veranschaulichen, entwarf Reinhard Heß 1953. Die Buntglasfenster zeigen unter anderem die Erzengel Gabriel und Michael.

## Seelsorger an der Herz-Jesu-Kirche

### Pfarrer der Gemeinde
- 1923–1948: Philipp Maß
- 1949–1954: Josef Paulus
- 1954–1968: Alois Bettscheider
- März 1968–Januar 1969: Rudolf Josef Schneiders
- 1969–2003: Vinzenz Kiefer[5]:S. 17.
- seit 2003: Johannes Joachim Kreier

### Kapläne der Gemeinde
- 1923–1927: Josef Stiner
- 1925–1931: Jakob Rosen
- 1927–1928: Nikolaus Kolling
- 1928–1930: Alois Löw
- 1930–1933: Peter Scherhag
- 1931–1934: Dionys Schweisthal
- 1933–1936: Karl Malburg
- 1934–1939: Josef Schönhofen
- 1936–1939: Hermann Palm
- 1939–1942: + 1946–1947 Johann Zenz
- 1939–1941: + 1945–1952 Werner Burkhart
- 1941–1943: Alfons Reinstadler
- 1942–1946: Helmut Meisner
- 1952–1955: Peter Klein
- 1955–1957: Otto Mansion
- 1957–1960: Thomas Kopp
- 1960–1964: Richard Mayer
- 1964–1968: Rainer Vogt

## Glocken
Schon im Jahr 1915 hatte die renommierte Glockengießerei Otto aus Hemelingen/Bremen drei Bronzeglocken für die Herz-Jesu-Kirche mit den Tönen des' – es' – f' gegossen. Diese wurden im Ersten Weltkrieg eingeschmolzen. Zwischen den beiden Weltkriegen lieferte Otto dann im Jahr 1932 ein Geläut aus vier Glocken (Tonfolge: h – dis – fis – gis), die 1932 eingeweiht und von denen drei Glocken „zu Kriegsdienstzwecken“:S. 40. 1942 wieder eingeschmolzen wurden. Nur die fis-Glocke überstand den Krieg. Im Jahr 1958 goss die Saarlouiser Glockengießerei vier neue Glocken. Bei diesen Glocken handelt es sich um die dritte Generation von Otto-Glocken für die Herz-Jesu-Kirche. Die neuen Glocken wurden 1958 eingeweiht.
| Nr. | Name                 | Ton  | Gewicht (kg) | Durchmesser (mm) | Inschrift |
| 1   | Christkönig          | h0   | 2860         | 1666             | „Christus Sieger – Christus König – Christus Herrscher“                                                                        |
| 2   | Maria                | cis1 | 2030         | 1475             | „O Maria, Jungfrau und Mutter der Welten, hohe Königin, hilf uns zu Frieden und Heil“                                          |
| 3   | Josef                | dis1 | 1420         | 1314             | „Josef, Arbeiter Gottes, leite uns im Gebet unserer werkenden Hände und wachenden Herzen, heim zu holen mit Christus die Welt“ |
| 4   | Philippus (von 1932) | fis1 | 850          | 1149             | „Philippus´ Stimme will ich sein: Tragt Christus in die Welt hinein und opfert mit Apostelmut für Christi Kirche Gut und Blut“ |
| 5   | Pius X.              | gis1 | 720          | 1025             | „Pius X., Hirt du der Herde, dass neu in Christus wir leben, uns hungrig Irrenden brich Du erbarmend das Brot“                 |

## Orgel

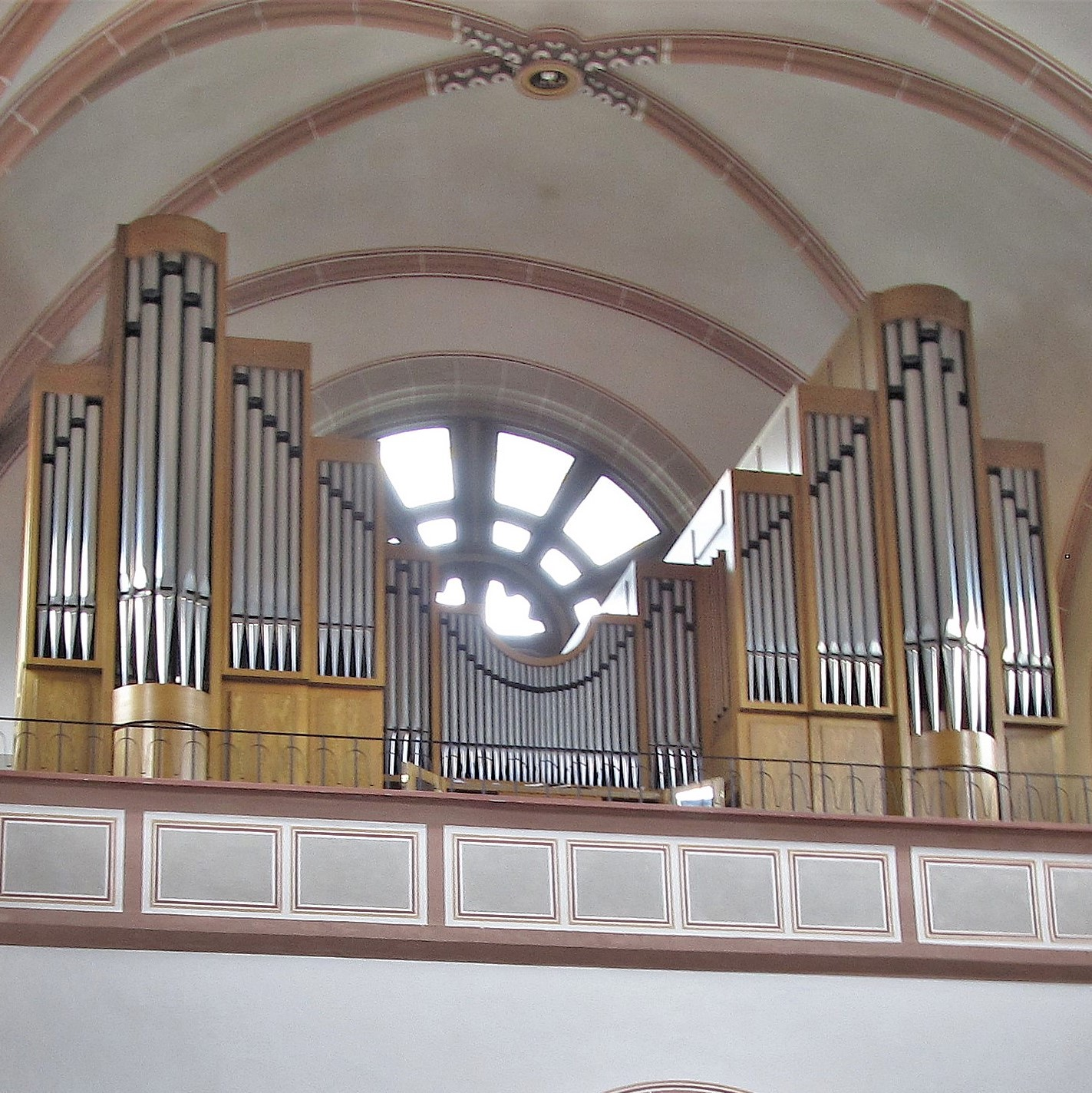
Blick zur Empore mit dem Prospekt der Mayer-Orgel

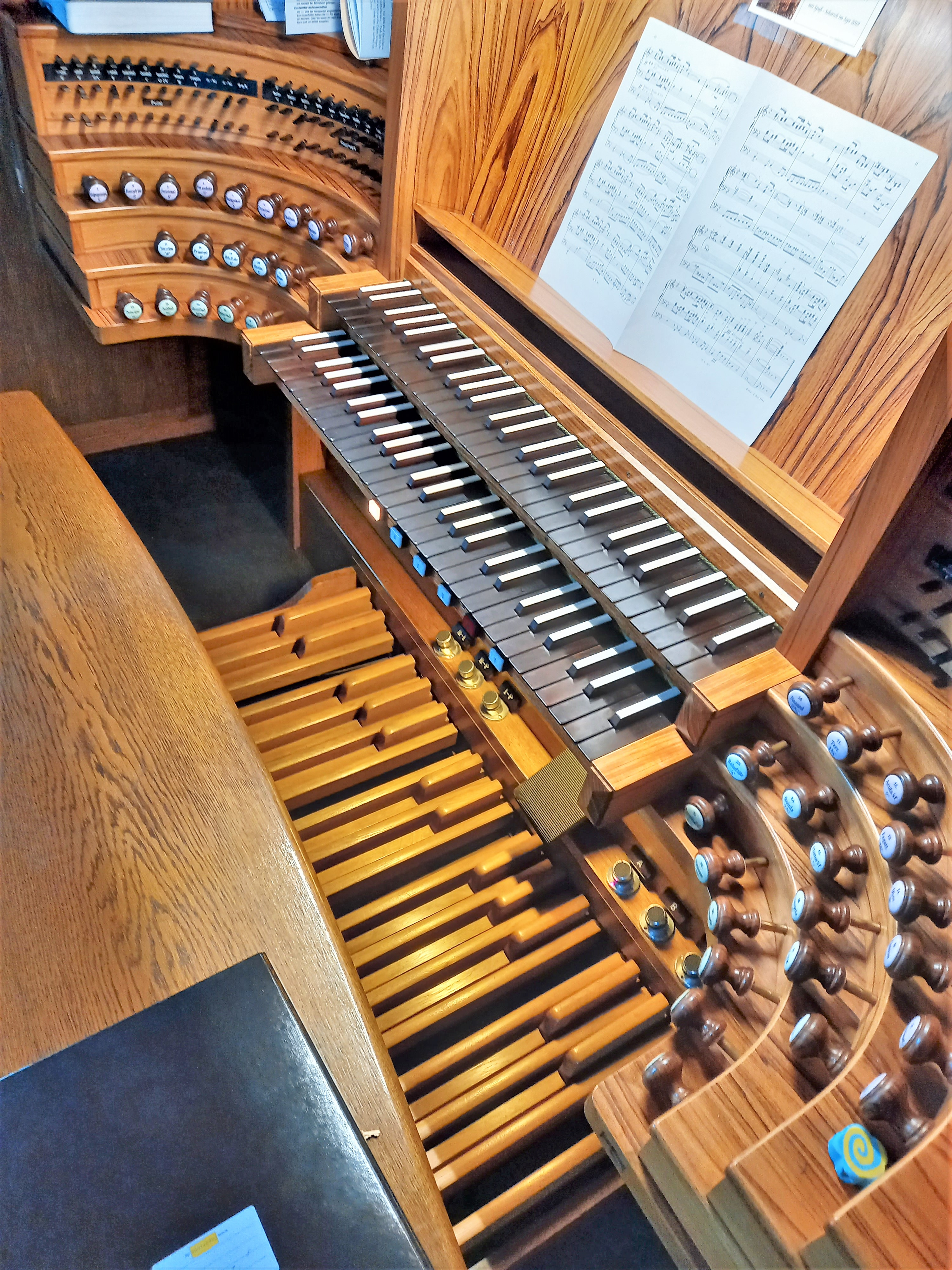
Spieltisch der Mayer-Orgel

Die erste Orgel der Herz-Jesu Kirche mit 34 Registern wurde 1930/31 von der Aachener Firma Stahlhuth eingebaut und am 18. Januar 1931 eingeweiht. 1950 baute die Firma Späth (Ennetach-Mengen) die Orgel um und versetzte sie von der Westempore in die beiden Querschiffe. Die Orgel erhielt dabei auch einen neuen Spieltisch. Die Disposition umfasste 1950 38 klingende Register auf drei Manualen und Pedal. Dieses Instrument wurde im Zuge der Renovierungsmaßnahmen 1985 ersetzt durch eine von Prof. Paul Schneider entworfene und von der Firma Hugo Mayer Orgelbau eingebaute Orgel. Ein großer Teil der 34 Register wurde aus der Vorgängerorgel übernommen.
Die Disposition ist wie folgt:
| I Hauptwerk C–g3 |             |       |
| 1.               | Bourdon     | 16′   |
| 2.               | Principal   | 8′    |
| 3.               | Holzflöte   | 8′    |
| 4.               | Gamba       | 8′    |
| 5.               | Octave      | 4′    |
| 6.               | Rohrflöte   | 4′    |
| 7.               | Quinte      | 2 ⁄3′ |
| 8.               | Superoctave | 2′    |
| 9.               | Mixtur V    | 1 ⁄3′ |
| 10.              | Trompete    | 8′    |

| II Schwellwerk C–g3 |                       |        |
| 11.                 | Geigenprincipal       | 8′     |
| 12.                 | Konzertflöte          | 8′     |
| 13.                 | Starkgedackt          | 8′     |
| 14.                 | Salicional            | 8′     |
| 15.                 | Vox coelestis (ab c0) | 8′     |
| 16.                 | Prinzipal             | 4′     |
| 17.                 | Nachthorn             | 4′     |
| 18.                 | Nazard                | 2 ⁄3′  |
| 19.                 | Schwegel              | 2′     |
| 20.                 | Terz                  | 1 3⁄5′ |
| 21.                 | Sifflöte              | 1′     |
| 22.                 | Acuta IV              |        |
| 23.                 | Fagott                | 16′    |
| 24.                 | Oboe                  | 8′     |
| 25.                 | Clairon               | 4′     |
|                     | Tremulant             |        |

| Pedal C–f1 |              |         |
| 26.        | Principal    | 16′     |
| 27.        | Subbaß       | 16′     |
| 28.        | Quintbaß     | 10 2⁄3′ |
| 29.        | Octavbaß     | 8′      |
| 30.        | Gedacktbaß   | 8′      |
| 31.        | Choralbaß    | 4′      |
| 32.        | Rauschbaß IV | 2 ⁄3′   |
| 33.        | Posaune      | 16′     |
| 34.        | Trompete     | 8′      |

- Koppeln: II/I, I/P, II/P
- Spielhilfen: 3 freie Kombinationen, Tutti